# Coupe des Pays-Bas de football 1931-1932
Navigation
Coupe des Pays-Bas 1929-1930 Coupe des Pays-Bas 1933-1934
La Coupe des Pays-Bas de football 1931-1932, nommée la KNVB Beker, est la 28e édition de la Coupe des Pays-Bas.

## Déroulement de la compétition
Tous les tours se jouent en élimination directe. À chaque tour, un tirage au sort est effectué pour déterminer les adversaires.

## Finale
La finale se joue le 3 juillet 1932 au Gemeentelijk Sportpark à Tilburg, le DFC bat le PSV Eindhoven 5 à 4 après prolongation. Après le temps règlementaire les deux équipes sont à égalité 4 à 4, le club de Dordrecht remporte son deuxième titre.